# San Jose (Îles Dinagat)
Pour les articles homonymes, voir San Jose.
San Jose est une ville de 4e classe, capitale de la province des îles Dinagat aux Philippines. Selon le recensement de 2010 elle est peuplée de 31 035 habitants.

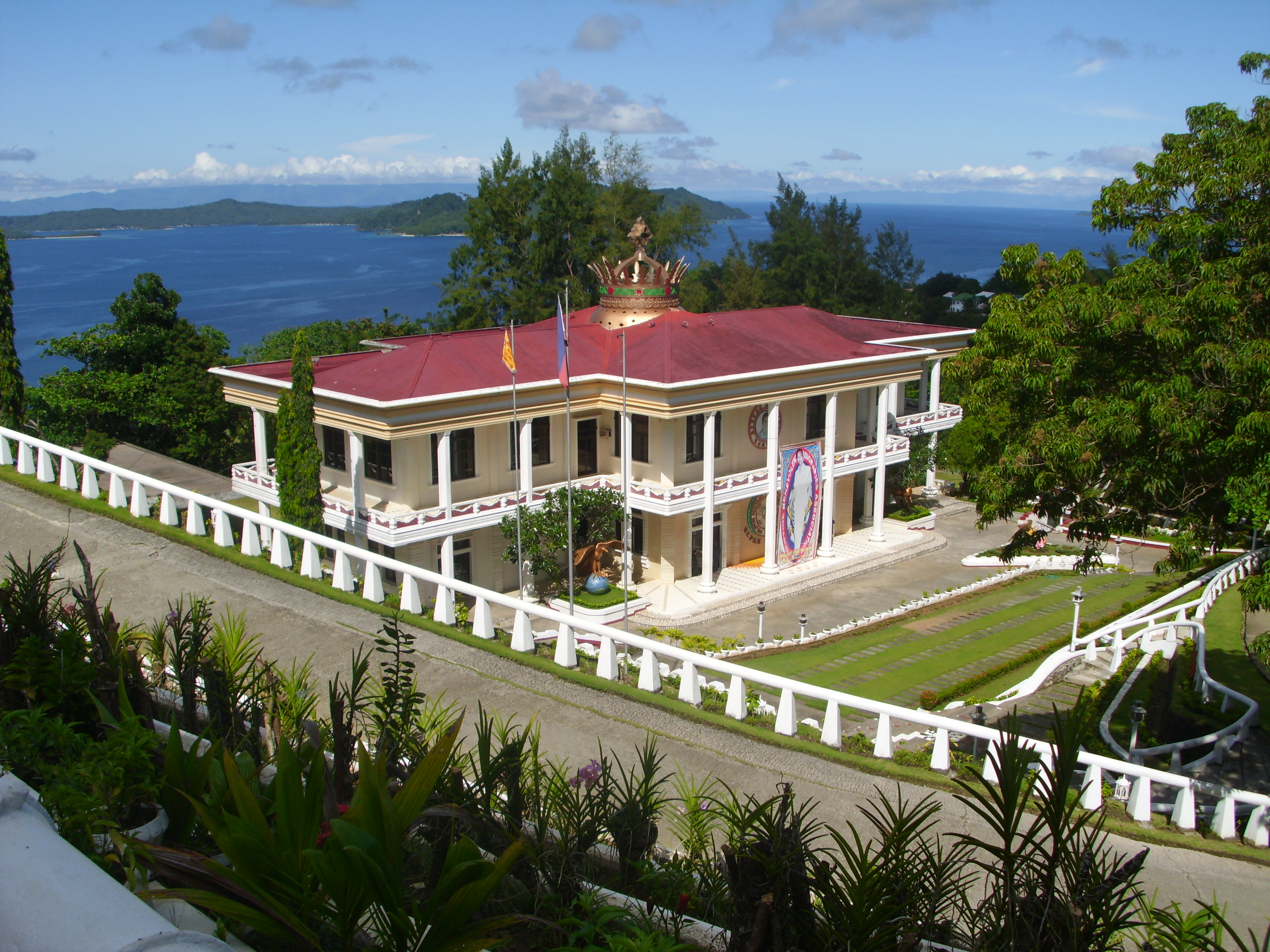
Sanctuaire du fondateur de PBMA, San Jose

## Barangays
San Jose est divisée en 12 barangays.
- Aurelio
- Cuarenta
- Don Ruben Ecleo
- Jacquez
- Justiniana Edera
- Luna
- Mahayahay
- Matingbe
- San Jose
- San Juan
- Santa Cruz
- Wilson

## Démographie
| Année | Habitants | Évolution |
| ----- | --------- | --------- |
| 1995  | 27 481    | -         |
| 2000  | 25 532    | -7,09 %   |
| 2007  | 28 398    | 11,23 %   |
| 2010  | 31 035    | 9,29 %    |